# Rudolf Sander
Rudolf Sander (* 1866 in Kaiserslautern; † 30. Oktober 1942 in Wolfstein) war ein Instrumentenbauer, der vor allem Blechblasinstrumente herstellte. Er war der bekannteste Spross der Instrumentenbauerfamilie Sander, die Werkstätten in Kaiserslautern, Wolfstein und Lauterecken betrieb.

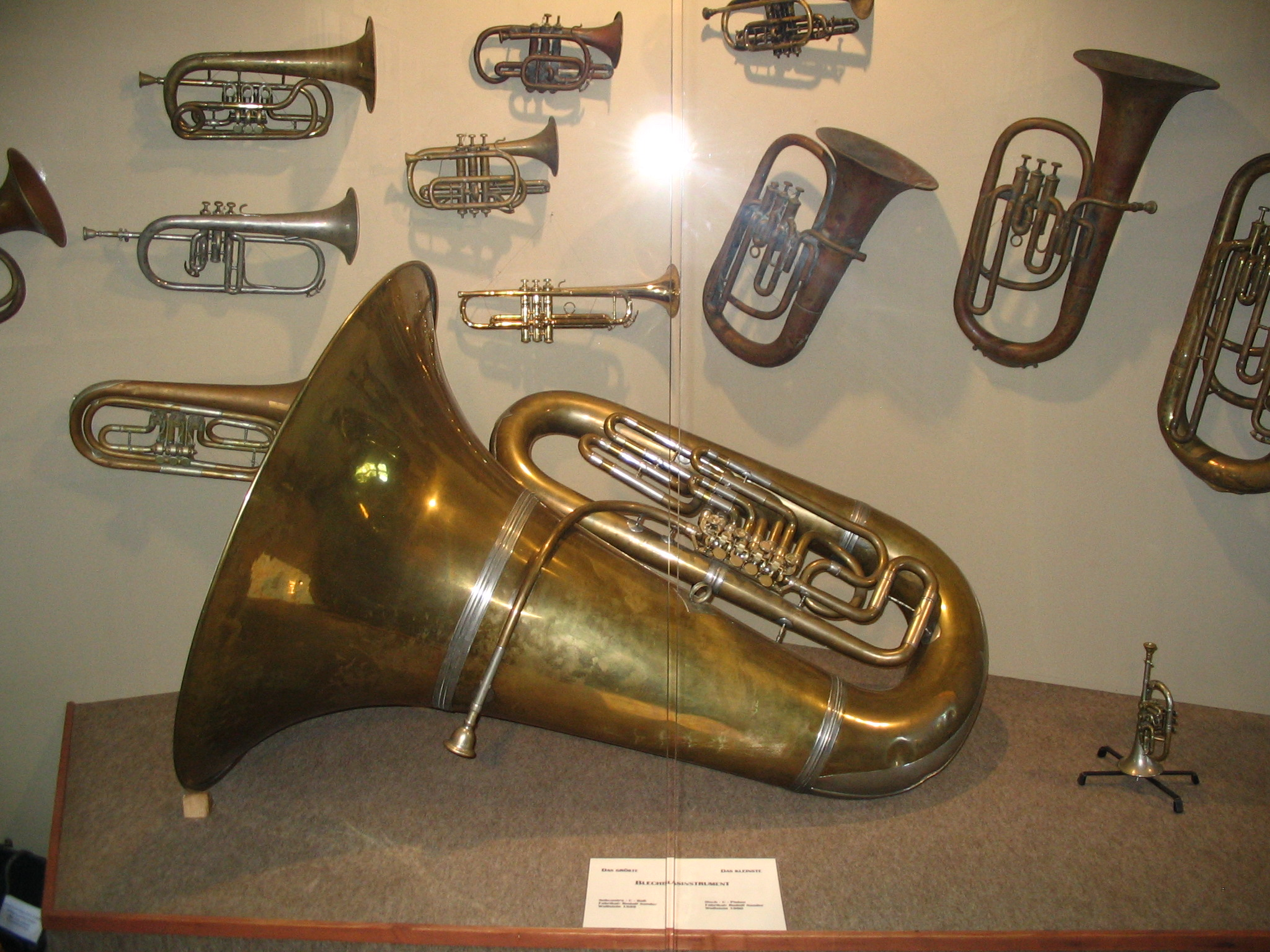
Das größte und das kleinste Blechblasinstrument, gebaut von Rudolf Sander

Nach einer Wanderlehre eröffnete er 1892 in Wolfstein eine Werkstatt zum Bau von Instrumenten. Seine Instrumente waren vor allem bei amerikanischen Orchestern sehr beliebt und wurden wegen ihrer Tonreinheit gerühmt. Er hielt mehrere Patente für Blechblasinstrumente und korrespondierte mit verschiedenen Größen der damaligen Musikszene. Die Firma Carl Fischer, New York, bot ihm an, die Agentur für seine Instrumente in den USA und Kanada zu übernehmen. Bekannt sind seine Großbässe und Riesentubas.
Eine von ihm gefertigte Subcontra-C-Tuba gilt als größte Tuba der Welt. Sie ist heute im Musikantenland-Museum auf Burg Lichtenberg bei Thallichtenberg im Landkreis Kusel ausgestellt.
Sein Sohn Friedrich, geboren 1894, führte die Werkstatt in Wolfstein weiter. Ein weiterer Sohn, August, eröffnete eine Werkstatt in Lauterecken.